# غریب (فیلم ۱۴۰۱)
غریب یک فیلم ایرانی به کارگردانی محمدحسین لطیفی و به نویسندگی و تهیه‌کنندگی حامد عنقا محصول سال ۱۴۰۱ است. این فیلم درباره‌ی محمد بروجردی است که نقش او توسط بابک حمیدیان ایفا شده‌است و سرمایه‌گذار این فیلم سازمان هنری رسانه‌ای اوج است. این فیلم نخستین‌بار در چهل و یکمین دوره جشنواره بین‌المللی فیلم فجر به نمایش درآمد و با دریافت پنج سیمرغ بلورین بیشترین سیمرغ را از این دورهٔ جشنواره دریافت کرده‌است. فیلم «غریب» در هفدهمین جشنواره بین‌المللی فیلم مقاومت نیز به اکران درآمد که در این جشنواره برنده جایزه ویژه هیئت داوران در بخش مقاومت بین‌الملل شد و جایزه بهترین فیلم به کارگردان آن اهدا گردید.

## داستان
با آغاز شورش کومله و دموکرات توسط احزاب تجزیه طلب کُرد در سال ۱۳۵۸ از جمله کومله و دموکرات، محمد بروجردی از طرف روح الله خمینی مأموریت می‌یابد تا به‌عنوان فرمانده سپاه پاسداران در کردستان با شورش مقابله کند. این فیلم به بخشی از زندگی محمد بروجردی و شیوه فرماندهی او در کردستان پرداخته‌است.

## ساخت
فیلم «غریب» بخشی از دوران فرماندهی محمد بروجردی را در منطقه غرب کشور نشان می‌دهد که به گفته حامد عنقا فیلم‌نامه آن را با استفاده از کتاب «محمد؛ مسیح کردستان» اثر نصرت‌الله محمودزاده نوشته است. محمدحسین لطیفی کارگردان فیلم است که در حوزه سینمای دفاع مقدس فیلم «روز سوم» را نیز کارگردانی کرده‌است. در این فیلم بابک حمیدیان بازیگر نقش بروجردی است. قبل از ساخت این فیلم، بارها خبر ساخت فیلم یا سریالی درباره محمد بروجردی در رسانه‌ها منتشر شده بود و چهره‌هایی نیز به عنوان کارگردان و تهیه‌کننده پروژه‌ها معرفی می‌شدند. اما هیچ کدام از آن‌ها به مرحله تولید نرسیدند تا این که دی‌ماه ۱۴۰۰ خبر سریالی به نام «غربت» درباره زندگی بروجردی منتشر و محمدحسین لطیفی نیز به عنوان کارگردان آن معرفی شد. سرانجام در مرداد ۱۴۰۱ سازمان سینمایی مجوز ساخت فیلم «غریب» را به تهیه‌کنندگی حامد عنقا و سازمان اوج صادر کرد و این اثر در قالب فیلم سینمایی جلوی دوربین رفت.

## بازیگران
- بابک حمیدیان در نقش محمد بروجردی[۱۰][۱۱][۱۲]
- مهران احمدی در نقش کاک شوان
- رحیم نوروزی
- پردیس پورعابدینی
- فرهاد قائمیان در نقش ایرج نصرت زاد
- جعفر دهقان در نقش ولی الله فلاحی
- هژیرسام احمدی
- محمد رسول صفری
- سام کبودوند
- حسام محمودی
- سامیه لک در نقش همسر محمد بروجردی
- مجید اسماعیلی در نقش گروهبان رشید
- رستم ایران نژاد در نقش سرهنگ صدری

## جوایز
| مراسم                        | رده                                           | نامزد            | نتیجه        | منبع          |
| ---------------------------- | --------------------------------------------- | ---------------- | ------------ | ------------- |
| چهل و یکمین جشنواره فیلم فجر | بهترین طراحی صحنه                             | محمدرضا شجاعی    | برنده        | [ ۱۳ ] [ ۱۴ ] |
| چهل و یکمین جشنواره فیلم فجر | بهترین طراحی لباس                             | محمدرضا شجاعی    | نامزدشده     | [ ۱۳ ] [ ۱۴ ] |
| چهل و یکمین جشنواره فیلم فجر | بهترین جلوه‌های ویژه میدانی                    | حمید رسولیان     | برنده        | [ ۱۳ ] [ ۱۴ ] |
| چهل و یکمین جشنواره فیلم فجر | بهترین چهره‌پردازی                             | شهرام خلج        | برنده        | [ ۱۳ ] [ ۱۴ ] |
| چهل و یکمین جشنواره فیلم فجر | بهترین نقش اول زن                             | پردیس پورعابدینی | برنده        | [ ۱۳ ] [ ۱۴ ] |
| چهل و یکمین جشنواره فیلم فجر | بهترین نقش مکمل مرد                           | فرهاد قائمیان    | دیپلم افتخار | [ ۱۳ ] [ ۱۴ ] |
| چهل و یکمین جشنواره فیلم فجر | بهترین نقش مکمل مرد                           | مهران احمدی      | نامزدشده     | [ ۱۳ ] [ ۱۴ ] |
| چهل و یکمین جشنواره فیلم فجر | بهترین کارگردانی                              | محمدحسین لطیفی   | نامزدشده     | [ ۱۳ ] [ ۱۴ ] |
| چهل و یکمین جشنواره فیلم فجر | سیمرغ زرین بهترین فیلم از نگاه ملی            | محمدحسین لطیفی   | برنده        | [ ۱۳ ] [ ۱۴ ] |
| چهل و یکمین جشنواره فیلم فجر | جایزه ویژه هیئت داوران در بخش مقاومت بین‌الملل | محمدحسین لطیفی   | برنده        | [ ۱۳ ] [ ۱۴ ] |

- برنده جایزه بهترین فیلم و بهترین فیلمبرداری از هفدهمین جشنواره بین‌المللی فیلم مقاومت[۱۵]

## نقد فیلم
به گزارش ایسنا، احسان روحی کارگردان و منتقد سینما، «غریب» را نمونه موفقی برای معرفی قهرمانان ملی در جنگ ایران و عراق می‌داند. اما به اعتقاد او، ساده گرفتن وضعیت سیاسی و ایدئولوژیک حاکم بر آن زمان و عدم شخصیت پردازی محکم سایر کاراکترهای فیلم از نقاط ضعف فیلم هستند. همچنین روحی معتقد است که فیلمنامه‌نویس سعی داشته تا بیشتر روی جنبه احساسی فیلمنامه تاثیر بگذارد و در مقابله با شخصیت ضد قهرمان فیلم احساسی برخورد می‌کند. علی‌اکبر عبدالعلی‌زاده یکی دیگر از منتقدان سینما درباره فیلم «غریب» معتقد است:‌ «فیلم «غریب» شخصیت پردازی دقیقی دارد که برای نسل امروز ما حائز اهمیت است. این فیلم روایتی تاریخی دارد؛ در حالی که مهارت های امروزی را یادآوری می کند.» محسن مومنی‌شریف، نویسنده و رئیس پیشین حوزه هنری در گفت و گویی با خبرگزاری مهر عنوان کرده‌است: «با زبان هنر می‌توان قهرمانان کشور را همانطور که هستند، به مردم ایران و حتی جهان معرفی کنیم. بنابراین نیازی نیست برای نشان دادن آنها شاخ و برگ اضافه‌ای داد.»